# Piz d'Arlas
Piz d'Arlas är en bergstopp i Schweiz.   Den ligger i regionen Maloja och kantonen Graubünden, i den östra delen av landet, 200 km öster om huvudstaden Bern. Toppen på Piz d'Arlas är 3 375 meter över havet. Piz d'Arlas ingår i Bernina.
Terrängen runt Piz d'Arlas är huvudsakligen bergig, men åt nordost är den kuperad. Närmaste större samhälle är Poschiavo, 9,9 km sydost om Piz d'Arlas. 
Trakten runt Piz d'Arlas består i huvudsak av gräsmarker. Runt Piz d'Arlas är det glesbefolkat, med 18 invånare per kvadratkilometer.